# 林秋龍
林秋龍（1938年6月14日—2023年3月7日），臺南縣佳里鎮（今臺南市佳里區）人。臺南地區政界及教育界人士，曾任臺灣省第五屆省議員、臺南天仁工商之校長。

## 早年生平
林秋龍，1938年（昭和13年）生於臺南州北門郡佳里街，祖籍福建。林秋龍青年時期求學成績優異，大學畢業後，於中學擔任教職，由於教學認真，深受學生愛戴，並與家長關係良好，得以培養其在地方上之人脈。參與政治後，1973年首次競選即高票當選台灣省第五屆省議員。後擔任臺南學甲天仁工商之校長，至1990年卸任。期間林秋龍亦跨足商界，於臺南地區參與經營塑膠製品、電子電機等產業之公司，並擔任企業負責人。

## 踏入政壇
早年台灣仍處在萬年國會的時期，完全民選的台灣省議會實為最具台灣民意基礎之機構。林秋龍於35歲時，即透過民主選舉當選台灣省議員，在任期間清廉自持，極力為民喉舌，為當年民意代表中的青年才俊。卸任省議員職務後（為與其他地方選舉同步，第五屆省議員任期延長11個月），林秋龍投入參選中央國大代表增額選舉，期間遭逢1978年中美斷交，選舉活動因而宣告停止。後感時局紛亂，轉回投身教育，一心為社會發展培育人才。林秋龍擔任省議員期間所關注的議題，則大致可以分為以下幾項：
一、建設方面：曾建議政府籌款疏濬臺南縣官田溪，以確保附近居民生命財產之安全。對於烏山頭水庫、白河水庫之水源涵養，曾建議必須全面施行水土保持工作。此外，也曾建議將白河水庫水面行駛權開放，由民間經營遊艇業，以發展觀光事業，促進地方繁榮。
二、交通方面：大量提出建言，包括曾建議政府從速闢建臺中港至高雄港沿海鐵路，建議公路局興建一八○甲線臺南－新化路許縣溪橋，請政府撥專款興建臺南縣濱海公路橫跨曾文溪之「國聖大橋」，以利交通及發展地方觀光事業並加速農村經濟之復興。另外，對於便民與發展產業方面，曾提出建議准予農民搬運資材用之四輪馬達小貨車〈包括三輪機車〉得以行駛公路，以利農產品及農用資材搬運。
三、農林方面：大量提出保護農民利益之政策，曾建議收購稻穀採用申報制度、廢止一年一度的農村牛隻檢驗、有效輔導養殖業漁民革新養殖法、調整糖廠與蔗農間之分糖比率、統一日期實施全省全面性消除野鼠，以減少糧食之損害並保護兒童安全等。
四、民政方面：廣泛提出各層面之利民政策，曾建議調整各級公務人員之房租給與標準、恢復土地登記簿閱覽制度、將縱貫公路發生車禍案件劃歸公路警察隊處理，減輕地方警察負擔；並建議速在臺南縣新營鎮設立省立醫院，以加強為病患服務，以及修改「社會救濟法」，以期配合時代進步。
　　林議員出身於農業大縣臺南，故對於臺灣農業之發展與建設極為關注，其努力使地方農業得以更加興盛，並帶動地方的繁榮，這也使其在臺南地區政治人物與臺灣議會史上得以佔有一席之地。

## 投身教育
經臺南縣老縣長、天仁工商第二任校長高文瑞先生之推薦，林秋龍接任臺南市私立天仁高級工商職業學校第三任校長，在任近十五年，為天仁工商任期最長之校長。林校長辦學期間成績斐然，廣受學生、家長、與教職員愛戴，亦深受校方董事會及董事長吳三連先生之信任與託付。天仁工商是臺南第一所私立高中職業學校，當時為臺南學甲地區的最高學府，全盛時期於日、補校共有近1500名學生。
為了現代社會發展所需的技術人才，林校長十分重視新一代的技職教育，任內將校內機械製圖科改設為電子設備修護科(後改電子科)，並於附設進修補習學校增設電子科，另亦將機械科改為機工科、汽車修護科改為汽車科、及籌設資料處理科等。

## 卸任退休
林秋龍於校長職務卸任後，寓居於臺南市經商，參與企業經營。退休後以園藝頤情養性，仍時參與臺南地方上的政商活動，與台南幫企業成員關係良好。後遷居高雄市左營區，並移民澳洲布里斯本市。
2023年3月7日下午近三時，林秋龍因病逝世於台大醫院。3月23日上午於台北市第二殯儀館設奠，依其遺願火化後，從簡以環保樹葬方式安葬於臺北木柵的富德靈骨樓詠愛園樹葬區，其妻黃昭美於隔年逝世後亦葬於同地。

## 家族成員
- 父親林啓章，台糖公司農務課長退休。早年於日據時期，堅持在鄉里間推動漢字教育，鄰里尊稱其為啓章伯。母親林曾蕋，皆安葬於臺南淨修禪院。
- 長女林秀容，投身金融產業，移民澳洲。
- 長子林建廷，投身科技產業耕耘、創業。並承其父之育才職志，擔任大學教職、企業培訓講師。